# Folk-punk
Folk punk é um estilo musical criado na metade dos anos 80 no Reino Unido que combina elementos de folk e punk rock. Existem dois gêneros distintos de folk punk. O primeiro é de artistas como The Knitters - músicos de punk music que tocam em um estilo folk tradicional. Existem também artistas modernos que apresentam-se acusticamente no estilo folk, este gênero é chamado riotfolk.
No geral, como a maior parte da música punk, folk-punk tende a ser bastante político, na maioria das vezes no lado esquerdista radical e anarquista. Folk punk é visto como explorador do legado tradicional do folk music americano, o qual contém muitas vezes temas de solidariedade à classe operária e resistência da comunidade encarando os problemas abusivos da industrialização e capitalismo moderno.
Canções clássicas do folk como "This Land is Your Land" e "Sixteen Tons" têm sido tocadas por bandas folk punk.
Derivações do folk-punk são o celtic punk de bandas como Dropkick Murphys, Flogging Molly e The Real McKenzies, que misturam punk rock com música celta, e o gypsy punk de bandas como o Gogol Bordello, que mistura punk rock com música folclórica romani e de povos eslavos.